# Canon EOS D60
Die Canon EOS D60 ist eine digitale Spiegelreflexkamera des japanischen Herstellers Canon, die im März 2002 in den Markt eingeführt wurde. Sie wird inzwischen nicht mehr produziert.

## Technische Merkmale
Die Kamera besitzt einen 6,3-Megapixel-CMOS-Bildsensor (3152 × 2068 Pixel) im APS-C-Format.
Daneben besitzt sie folgende Merkmale:
- Möglichkeit der gleichzeitigen Aufnahme von Fotos im JPEG- und RAW-Format
- Setzen und Speichern von Entwicklungs-Einstellungen in der Kamera
- 14 Benutzerfunktionen („custom functions“)